# ガッ活!
『ガッ活!』（ガッかつ）は、ラレコによる日本の5分間の短編FLASHアニメ。2012年4月3日から9月18日までNHKワンセグ2で放送、2013年4月3日から9月25日まで第2シリーズが放送された。

## 概要
「学活! すなわち学級活動! この中学校では学活の時間帯を生徒に解放し、自由な討論の場として活用している」(OP前文）
『やわらか戦車』のFlashアニメクリエイター・ラレコによる、NHK初のワンセグ向けシリーズアニメ。元々は「HR」という名前だったが、同名の作品があったため、「ガッ活！」という題名になった（ラレコのTwitterより）。中学の学級活動（学活）の時間を舞台に、委員長ちほの出す一見意味不明の議題にクラス総出で熱心に討論していく学園アニメ。5分間という短い時間にこれでもかと台詞が詰め込まれている。画面下部には字幕が挿入されている。2012年3月にEテレとNHK総合で第1話から第5話までを先行放送。
現在ではNHKの「どーがステーション」で放送したエピソードを配信している（最新のみ１週間限定配信）。
キャッチコピーは「これがイケてる学級活動だ! ラレコがおくる知と笑いのディベート・コメディ。」。

## 登場人物
クラスは2年1組。高千穂ちほ役の川庄美雪以外は複数配役掛け持ちとなる。名前が判明しているキャラクター以外にも生徒が登場している。
高千穂ちほ（たかちほ ちほ）
声 - 川庄美雪
本作の主人公。
否山中学校2年1組の学級委員長。基本的に男子からは「委員長」、女子からは「ちほちゃん」と呼ばれる。学活（学級活動）の時間（金曜日の６時間目）にクラスメイトと無理難題を討論していく。下の名の「ちほ」は名字の「高千穂」から。話の冒頭、起立の礼で何度も頷くしぐさをする。
他のキャラクターとは違い、マンボウを被ったりパジャマで駅まで行くなどの大胆なシーンが多く強引なところもしばしばある（そのせいでクラスメイトを巻き込む事も）。
クラスで飼っていたカメが死んだときには(悲しむ様子こそ見せたものの)何事もなかったかのように次に飼う動物は何にするかをクラスの討論の議題にするという薄情な一面を見せた。
一度、アヒル口の効果で生徒会長選挙に打って出ようとしたが、男子には好感度が上がるものの反比例して女子の好感度が下がったため断念した。
8歳の頃見た恐竜映画の影響でティラノサウルスが好きであったが、最近の学説による羽毛の生えた姿は嫌い。基本的に好き嫌いはないものの酢豚ップル（酢豚の中のパイナップル）は食べられない。重度のミミカキストで密かに耳垢をコレクションしている。納豆に入れるネギは刻みたてに拘る。
ちなみに攻めを褒められると弱い。
黒田一郎（くろだ いちろう）
声 - 荒井聡太
医学部を目差すクラスの秀才。保健委員。知識に基づく現実的な物言いをするが、毎回ちほに一蹴される。
祖父は既に故人であるが幽霊になっても幽霊の存在を信じない筋金入りの医学一族。
ヒロシ
声 - 阿座上洋平
クラスのヤンキー。一見不真面目に見えるが、実はアニメの最終回を見て涙脆かったり律儀で、よくちほに玩具にされる。母親のことをママと呼んでおり、弁当にキャラ弁を作ってもらうほど愛されている。ちほに関しては他の男子のように「委員長」と呼ぶのではなく、「ちほ」と呼ぶ事が多い。
幼い頃の初恋相手がちほだったらしく、ちほにラブレターを送ったことがある。
イナバ
声 - 照井春佳
生き物係でクラスのマスコット的なもの。将来の夢は日本一のサッカー選手。飼育委員。弁当はニンジン。クラスの女の子からペットのように扱われているが、本人はワイルドになりたいらしく、ヒロシの特訓で一時野生化した。
漫画版では他の上級生クラス（男子）にも可愛がられている。

ンヴァンギダ
声 - CR岡本物語
留学生。ピンクダイヤの産地として有名なンッフッヌッッ王国のプリンスで、帰国する予定だったが、ピンクダイヤの枯渇で王族が夜逃げしたため日本に留まる。時々日本語が間違ってたり（約束をヤケクソと間違えるなど）、「日本はとても狭いのに心はとても広い」などの毒を言う事も。過保護に育てられ、日本でも豪邸に住み側近に身の回りのことをさせている。
お弁当は三ツ星レストランのもので、二ツ星のだとテンションが下がるらしい。ンヴァンギダの国では舌打ちは色々な意味合いで使われ、不快な感情を示すものではないらしい。
木元（きもと）
声 - 照井春佳
前の席に座っている二つ結びのおさげの女の子。高千穂ちほの事を「ちほちゃん」と呼んでいる。基本的にはちほの毒を中和したり、クラスを落ち着かせるキャラだが、怒ると怖い。姉と弟（前者は第40話より、また後者は後述参照）がいる。
桜田（さくらだ）
声 - CR岡本物語
高倉健似のフケ顔（昭和ヅラ）の学生。「恥ずかしながら」が口調。西園寺先生に一目惚れしている。しゃべる時はもごもごしていて、常に目を閉じている。
宮本（みやもと）
声 - 吹原幸太
ンヴァンギダの前の席に座る、このクラスでは比較的普通っぽい学生。お年寄りに席を譲るのが苦手。
ちほにオーディナリーとニックネームを付けられた時は、腹いせに「ヘリクツ女」とちほにニックネームを付けた。全校集会で他の生徒が咳払いをしたら便乗して自分も咳払いをするくらい流されやすい。クラスからは合いの手要員、うなずき要員だと思われている。
なお、漫画版では点数や性格などあまりにも普通すぎて「普通」と言われるのが嫌らしい。
田中（たなか）
声 - 荒井聡太
天然アフロヘアーで逆三角形頭の学生。下っ腹がポッコリとしてきたことを気にしている。財布や切符など無意識に仕舞うので、取り出すときに毎回まごついてしまう。
漫画版では、アフロヘアーは雨の日になると膨張して大きくなるらしく、ちほなどのクラスメイトをアフロヘアーで巻き込んだ。ちなみにアフロヘアーのキャラで覚えられているのか、アフロヘアーをなくしたとたん「転校生？」と言われてしまう事も。
塚原（つかはら）
声 - 名賀亜美
茶髪のセミロングの女の子。勉強中の息抜きにゲームをしていたところ、タイミング悪く母親が訪ねてきてしまい、勉強せずに遊んでいたと誤解された。
暮井（くれい）
転校生。グレイ風の宇宙人だが誰も気が付かない。家はUFOで母親と暮らしている。初登場の第1期3話以降全く登場しない。
栗山（くりやま）
声 - 名賀亜美
最前列に居る坊主の学生。なぜか隣の木元にささやいて伝聞で伝える。コーヒーはブラック派。
アルパ子
声 - 名賀亜美
アルパカっぽい髪をした子。ジョニーの次にアルパカを飼いたいと主張する。身体の大きい牛山の後ろの席のため迷惑している。手芸部で、マフラーを編みながら100m11秒台で走れる実力。手芸甲子園全国大会に出場しクラスメイト全員分の手芸人形を作りグランプリを獲得している。
安倍（あべ）
声 - 名賀亜美
前髪で目を隠したおかっぱ髪のクラス一の霊感少女。先祖代々霊能者の家系で、持鈴によって除霊ができる。
犬山（いぬやま）
声 - CR岡本物語
犬っぽい顔の学生。犬好き。ちほに本当に犬だと勘違いされている。
チャラ男
声 - 阿座上洋平
金髪の学生。「良いじゃん？」と意識せず女子をホメる等、女子に対する細やかな態度をとる。その褒めのテクニックにより、委員長のちほを跪かせた程。
牛山（うしやま）
声 - CR岡本物語
入学の時から1日も休まず遅刻を続けている遅刻常習者。大柄で反応がとても遅く、登校が放課後になることさえある。
保倉（ほくら）
声 - 荒井聡太
額にほくろがある学生。ホクロに極度のコンプレックスを持っており「ホクロ君」とよく間違えられる。
他人の目を気にしすぎるところがあり、鼻息が気になることを気にして呼吸していたら迷惑だと思って極力呼吸をしないようにして気絶したことがある。
佐伯
声 - 名賀亜美
ぽっちゃり体型の女子生徒。
長峰
声 - CR岡本物語
イガグリ頭で野球部の男子生徒。
余田（よだ）
声 - 荒井聡太
キノコのような髪の男子生徒。甲高い声で話し「余ってまーす」が口癖。修学旅行の席決めや運動会の二人三脚や学活でもいつも余っており、自分でもそういう星の下に生まれたと感じており、1人でいることが寂しいとも思っていなかった。
兜（かぶと）
声 - CR岡本物語
いつも白いフルヘルメットを被りオレンジのバイクグローブをしている男子生徒。クラスメイトはなんとなくその容姿には触れないようにしていたが、自身はそれが普通だと思っており、風呂に入るときでもヘルメットは脱がずに入っていたほど。ヘルメットを被ってる理由はまだ無免許だがバイク好きというだけで、ヘルメットを脱ぐことも抵抗はなかったが、クラスの総意で素顔が明かされることはなかった。
竹先生
声 - 名賀亜美
女性の担任教師。今までの学級活動の議事録を見てくだらないと激怒した。
ジョニー
第9話で亡くなったクラスで飼っていた雌のカメ。次に飼った2代目ジョニーはイナバの一言でウサギになった。
西園寺先生（さいおんじ）
声 - 照井春佳
第12話に登場の教育実習生。お嬢様っぽいが、空手は黒帯の腕前。
田所先生（たどころ）
声 - 荒井聡太
第2期8話より登場。英語教師だが柔道着を着ており、授業は「D」を「デー」と発音するような純和風カタカナ英語。カタカナ英語が本番で通用するとは思っていないが、英語を通して日本の心を教えてやりたいと持っており、Realな発音のンヴァンギダをも感服させてしまった。
洋一（よういち）
声 - 名賀亜美
第2期第24話登場。木元の弟。姉からは「洋くん」と呼ばれる。超人見知りで、否山祭に来た時はちほから逃げ、ヒロシにガンつけられた時はロッカーに逃げ込んだ。人見知りの理由は「人間は信用できない」と告白し、人には裏の顔があり信用できないと思うようになったのは姉の影響らしい。

## スタッフ
- 監督・音楽 - ラレコ
- 脚本 - ラレコ、吹原幸太
- 制作 - NHKエンタープライズ
- 制作・著作 - NHK、ファンワークス

## 各話リスト
回によってはラテ欄のサブタイトルと作中のタイトルは異なっている場合がある。
| 話数        | ラテ欄サブタイトル                              | 今日の議題                                         | 脚本                      |
| 第1シリーズ | 第1シリーズ                                     | 第1シリーズ                                        | 第1シリーズ               |
| ----------- | ----------------------------------------------- | -------------------------------------------------- | ------------------------- |
| #1          | あのぽっこりって何なの?                         | あのぽっこりってなんなの                           | ラレコ                    |
| #2          | どうして学校でアレしちゃいけないの?             | どうして学校でアレしちゃいけないの                 | ラレコ                    |
| #3          | 宇宙人はなんで地球に来るの?                     | 宇宙人は何をしに地球に来るの?                      | 吹原幸太                  |
| #4          | 母親のこと、何て呼んでる?                       | 母親のこと何て呼んでる?                            | 吹原幸太                  |
| #5          | 留学生の帰る国は?                               | 今日は悲しいお知らせがあります                     | ラレコ 作田ハズム（演出） |
| #6          | 将来の夢って何?                                 | マンボウの話をしよう                               | 吹原幸太                  |
| #7          | この唇はいかがですか?                           | 委員長の異変                                       | ラレコ                    |
| #8          | 大人になるってどういうこと?                     | 大人になるってどういうこと?                        | ラレコ                    |
| #9          | 次に飼いたい動物は?                             | 次の動物、何飼う?                                  | 吹原幸太                  |
| #10         | 確率って信用できる?                             | 降水確率20%のとき傘もってくる?                     | ラレコ                    |
| #11         | なぜ母親はイヤなタイミングで部屋に入ってくるの? | なぜ母親はイヤなタイミングで部屋に入ってくるのか!? | ラレコ                    |
| #12         | 桜田君の恋を応援しよう!                         | 今日は桜田くんから相談があるそうです。             | 吹原幸太                  |
| #13         | 昨今のティラノサウルスの体たらくについて        | 昨今のティラノサウルスの体たらくについて           | ラレコ                    |
| #14         | 田中君がまごついて困ります                      | 田中くんが改札でまごついて困ります。               | ラレコ                    |
| #15         | ニックネームで呼び合おう!                       | ニックネームで呼び合おう!                          | ラレコ                    |
| #16         | 幽霊ってホントにいるの?                         | 幽霊っていると思う?                                | 吹原幸太                  |
| #17         | なんで犬は教室に入ってくるの?                   | なんで犬は呼んでもいないのに教室に侵入してくるの?  | ラレコ                    |
| #18         | 夏が暑い件について                              | 夏が暑い件について                                 | ラレコ                    |
| #19         | 最後の一個の処遇について                        | 最後の一個の処遇について                           | ラレコ                    |
| #20         | 酢豚のパイナップルをおいしくいただくには        | 酢豚のパイナップルをおいしくいただくには           | ラレコ                    |
| #21         | のんびりは罪?                                   | うちのクラスに遅刻の常習者がいます                 | 吹原幸太                  |
| #22         | お年寄りに席をゆずれません                      | お年寄りに席をゆずれません                         | ラレコ                    |
| #23         | いらないホクロ                                  | いらないホクロをどうにかしたい                     | ラレコ                    |
| #24         | 意志の力について                                | 意志の力について                                   | 吹原幸太                  |
| #25         | 夕日に向かって走る際の注意事項                  | 自習                                               | ラレコ                    |
| 第2シリーズ |                                                 |                                                    |                           |
| #1          | バナナのガードの甘さについて                    | バナナのガードの甘さについて                       | ラレコ                    |
| #2          | ミミカキストたちの主張                          | 耳カキと綿棒、どっちがイケてる?                    | ラレコ                    |
| #3          | お弁当の時間です                                | 今日は給食がありません                             | ラレコ                    |
| #4          | ボーントゥビーワイルド                          | ワイルドな男になりたい                             | ラレコ                    |
| #5          | 人はパジャマでどこまでいけるのか                | 人はどこまでパジャマで行けるのか?                  | ラレコ                    |
| #6          | 睡眠禁止令                                      | なんで寝るの!?                                     | 吹原幸太                  |
| #7          | パンデミック教室                                | 風邪の症状を緩和する 〜民間療法〜                  | ラレコ                    |
| #8          | 英語の田所先生                                  | 英語の発音について                                 | ラレコ                    |
| #9          | カメラマン黒田                                  | 木元さん、写真を返してください!                    | ラレコ                    |
| #10         | 手芸の鬼                                        | 今日の学活は『私の作業を手伝う』                   | ラレコ                    |
| #11         | ホメの力学                                      | 男子はチャラ男くんを見習うべき!                    | ラレコ                    |
| #12         | 蚊に告ぐ!                                       | かゆいです!                                        | ラレコ                    |
| #13         | 常に余る男                                      | （修学旅行につき無し）                             | 吹原幸太                  |
| #14         | 長き家路                                        | （修学旅行につき無し）                             | ラレコ                    |
| #15         | ガラスのハート                                  | 保倉くん、それ気にしすぎ!                          | ラレコ                    |
| #16         | 伝説の王                                        | 抜いて!                                            | ラレコ                    |
| #17         | 兜くんのヘルメット                              | なんでいつもヘルメットかぶってるの                 | ラレコ                    |
| #18         | サプライズパーティー                            | サプライズパーティーを企画しよう!                  | 吹原幸太                  |
| #19         | プリンスの反抗                                  | ンヴァンギダ君がグレました                         | 吹原幸太                  |
| #20         | 宮本くんの主体性について                        | 宮本くんの主体性について                           | ラレコ                    |
| #21         | 秘密のラブレター                                | 今日、げた箱にこんなものが…                        | ラレコ                    |
| #22         | 消えたケシゴム                                  | 消しゴムたちはどこへ行くのか                       | 吹原幸太                  |
| #23         | 勉強した?してない!                              | 勉強してねーって言ったろーが!!                     | ラレコ                    |
| #24         | 弟くんは人見知り                                | 洋一くんの人見知りをなんとかしたい                 | 吹原幸太                  |
| #25         | みんなの教室                                    | 人生について                                       | ラレコ                    |

## 放送局
第1シリーズ
| 放送地域 | 放送局                | 放送期間                | 放送日時                  | 備考                                                       |
| 先行放送 | 先行放送              | 先行放送                | 先行放送                  | 先行放送                                                   |
| -------- | --------------------- | ----------------------- | ------------------------- | ---------------------------------------------------------- |
| 日本全域 | NHK Eテレ             | 2012年3月19日 - 3月23日 | 月曜 - 金曜 24:55 - 25:00 | 第1話 - 第5話、第1話リピート放送あり                       |
| 日本全域 | NHK総合               | 2012年3月27日           | 火曜 25:25 - 25:50        | 第1話 - 第5話                                              |
| 本放送   |                       |                         |                           |                                                            |
| 日本全域 | NHKワンセグ2          | 2012年4月3日 - 9月18日  | 火曜 21:55 - 22:00        | リピート放送あり                                           |
| 日本全域 | NHKどーがステーション | 2012年4月3日 - 9月18日  | 火曜 22:00頃 更新         | ネット配信 第1話は9月まで、 第2話からは最新話1週間限定配信 |
| 日本全域 | NHK Eテレ             | 2012年5月5日            | 土曜 14:45 - 15:00        | 第1話 - 第3話、リピート放送あり                            |
| 日本全域 | NHK Eテレ             | 2012年6月2日            | 土曜 16:40 - 16:55        | 第4話 - 第6話                                              |
| 日本全域 | NHK Eテレ             | 2012年6月9日            | 土曜 16:40 - 16:50        | 第7話 - 第8話                                              |
| 日本全域 | NHK Eテレ             | 2012年6月16日           | 土曜 16:40 - 16:55        | 第9話 - 第11話                                             |
| 再放送   |                       |                         |                           |                                                            |
| 日本全域 | NHKワンセグ2          | 2012年10月3日 -         | 水曜 19:55 - 20:00        |                                                            |
| 日本全域 | NHK Eテレ             | 2012年10月3日 -         | 水曜 23:25 - 23:30        | 一挙放送あり                                               |

第2シリーズ
| 放送地域 | 放送局                | 放送期間                                              | 放送日時                              | 備考          |
| 先行放送 | 先行放送              | 先行放送                                              | 先行放送                              | 先行放送      |
| -------- | --------------------- | ----------------------------------------------------- | ------------------------------------- | ------------- |
| 日本全域 | NHKワンセグ2          | 2013年1月11日 2013年2月1日 2013年3月1日 2013年3月29日 | 金曜 25:25 - 25:55                    | 4-6話ずつ放送 |
| 本放送   |                       |                                                       |                                       |               |
| 日本全域 | NHKワンセグ2          | 2013年4月3日 - 9月25日                                | 水曜 19:55 - 20:00 水曜 23:25 - 23:30 |               |
| 日本全域 | NHK Eテレ             | 2013年4月3日 - 9月25日                                | 水曜 23:25 - 23:30                    |               |
| 日本全域 | NHKどーがステーション | 2013年4月3日 - 9月25日                                | 水曜 23:30頃更新                      | ネット配信    |

## DVD
| 巻数  | 発売日         | 収録話                                |
| ----- | -------------- | ------------------------------------- |
| Vol.1 | 2012年10月24日 | 第1期第1話 - 第9話 + 広報用トレーラー |
| Vol.2 | 2012年11月21日 | 第1期第10話 - 第17話                  |
| Vol.3 | 2012年12月19日 | 第1期第18話 - 第25話                  |

## 放課後学級活動
公式サイトで行われた参加型討論コーナー。
| 回数  | 議題                                          | 元となった話       | 投票結果            | 投票結果            |
| ----- | --------------------------------------------- | ------------------ | ------------------- | ------------------- |
| 第1回 | 幽霊ってホントにいるの?                       | 第1シリーズ 第16話 | いる: 72%           | いない: 28%         |
| 第2回 | 最後の1個、とる? とらない?                    | 第1シリーズ 第20話 | とる: 53%           | とらない: 47%       |
| 第3回 | 酢豚の中のパイナップル、あり? なし?           | 第1シリーズ 第20話 | あり: 36%           | なし: 64%           |
| 第4回 | お年寄りに席をゆずれる?                       | 第1シリーズ 第22話 | ゆずれる: 62%       | ゆずれない: 38%     |
| 第5回 | 耳かきと綿棒、どっちがイケてる?               | 第2シリーズ 第2話  | 耳かき: 54%         | 綿棒: 46%           |
| 第6回 | パジャマでいけるのはゴミ集積所まで? 駅まで?   | 第2シリーズ 第5話  | ゴミ集積所まで: 80% | 駅まで: 20%         |
| 第7回 | 英語の発音って恥ずかしい?                     | 第2シリーズ 第8話  | 恥ずかしい: 46%     | 恥ずかしくない: 54% |
| 第8回 | 修学旅行のお土産、定番は木刀かおまんじゅうか? | 第2シリーズ 第14話 | 木刀: 28%           | おまんじゅう: 72%   |

## 漫画版
コミック ガッ活!
2012年12月19日発売。ISBN 978-4-04-895464-8。漫画は八谷美幸、監修はラレコ、発行は角川マガジンズ、発売は角川グループパブリッシング。アニメとは異なるエピソードを全22話収録。